# Orms þáttr Stórólfssonar
Orms þáttr Stórólfssonar (”Orm Storolfssons saga”) är en isländsk kortsaga från 1300-talets mitt. Sagans huvudperson Orm Storolfsson – eller ”Orm den starke” som han också kallades – var sonson till landnamsmannen Kettil hanlax den yngre (Ketill hœngr yngri) från ön Hrafnista (Ramsta) i Norge. Alla hrafnistaättlingar hade enligt de isländska genealogierna troll i stamtavlan. De var därför mycket starka och storvuxna. Detta gäller också Orm som sägs ha varit Islands starkaste man.
Orms þáttr Stórólfssonar är med sina elva kapitel något längre än kortsagor brukar vara. Den har bevarats i tre medeltida handskrifter. I GkS 1005 fol (Flateyjarbók) har den inarbetats i Óláfs saga Tryggvasonar. Som självständig saga finns den i GkS 2845, 4° och fragmentariskt i AM 567, 4°. Om sagans popularitet vittnar att den dessutom finns i åtminstone 26 senare pappersavskrifter. Sagan trycktes första gången i Skálholt 1689, och motiv ur Orms þáttr har därefter inspirerat flera folkvisor, bland dem två svenska.

## Handling
Orms þáttr Stórólfssonar är berättad med glimten i ögat. Syftet har varit underhållning.
De fyra första kapitlen handlar om Orms kraftprov i ungdomen och visar hur man kan klara sig utan att tänka om man bara är tillräckligt stark. Då Orm exempelvis en höst gick till slåtter med specialtillverkad lie – vanliga redskap var alltför bräckliga för en sådan kraftkarl – lyckades han av misstag jämna till hela ängen. De avslagna tuvorna (som väl orsakats av iskilar) samlade han sedan i åtta väldiga stackar. Visserligen spolierades höskörden – men det var ändå ett kraftprov väl värt att bli ihågkommit. När filologen Kristian Kaalund drygt 900 år senare besökte platsen, som nu heter Ormsvöllur, kunde han konstatera att marken fortfarande var mycket slät, men de åtta högarna var borta.

### Två monster
Därefter följer en parodisk fornaldarsaga. Orm ingår fostbrödralag med vikingen Åsbjörn den fine (Ásbjörn prúði) och de ligger flera år i härnad. En völva har spått Åsbjörn att allt kommer att gå honom väl, så länge han inte besöker ön Sauðey i Norge. När fosterbröderna skiljs beger sig Åsbjörn därför till Sauðey för att se om det verkligen är så farligt som völvan har sagt.
Det är det.
Åsbjörn blir tillfångatagen av trollet Bruse och dennes mor, ett finngálkn i skepnad av en svart katt stor som en blotoxe. Bruse sprättar upp Åsbjörn, fäster hans tarmar vid en järnpelare och leder honom runt den så att tarmarna nystas upp. Under sin plågsamma vandring kväder Åsbjörn nio strofer i blandad fornyrðislag och dróttkvætt på temat ”det var bättre förr”. I sista strofen innan han dör varnar han Bruse att hans fosterbroder nog kommer att hämnas.

### Hämnden
Självklart far Orm till Sauðey så snart han fått veta vad som hänt. Första natten på ön uppsöks han av Bruses halvsyster Menglöð. Hon är dotter till trollet Ófótan från Ofotfjorden men hennes mor är människa, och hon avskyr sina släktingar som inte har något mänskligt i sig. Eftersom Bruse av rädsla för hämnd har barrikaderat sig i sin grotta ger hon Orm ett par styrkehandskar, med vars hjälp han kan forcera alla hinder. Orm tar sig alltså in i grottan och kramar ihjäl det hemska finngálknet. Bruse söker fly men Orm får fatt i skägget på honom och det uppstår en dragkamp, varvid Bruse tappar både hakan och skägget. Därefter tar Orm livet av honom genom att rista blodörn på hans rygg.

### Hos Erik jarl
Sagans två sista kapitel  handlar om Orms styrkeprov i Norge under 1000-talets första decennium. Orm har nu blivit kristen och befinner sig i Rom när Olav Tryggvason dukar under i slaget vid Svolder. Åter i Norge blir Orm upptagen i jarl Erik Håkonssons hird – trots att de nog skulle ha befunnit sig på motsatta sidor i Svolderslaget. Orms sista stora kraftprov rör skeppet Ormen långe, som erövrades under slaget men då fick sådana skador att det måste förstöras. Omkring år 1005 passerade jarlen med sina män den plats där skeppet huggits upp:
| Så kom de till den plats där Ormen långe blivit upphuggen, och masten låg kvar. Jarlen bad männen pröva hur många det behövdes att gå under innan de fick upp den på sina axlar. Sextio man lyfte mastträt och Orm ensam ställdes under dess mitt. Sedan bad jarlen man efter man gå undan från jätteträts ändar, och så gjorde de tills Orm stod ensam kvar under masten. Sedan gick han tre fot fram med den innan han lade ner den. Men det säges att Orm knappast var samme man efter som före detta kraftprov. | En er þeir kómu þar, sem Ormrinn langi hafði verit upp höggvinn, lá þar siglutrét. Jarl bað menn prófa, hversu margir þyrfti undir at ganga, áðr en axlat yrði. Skipaði hann Ormi undir mitt trét. Sex tigir manna tóku trét. Síðan bað jarl sinn mann tínast undan hvárum enda, ok svá var gert, þar til at Ormr stóð einn undir trénu. Þá gekk hann með þat þrjú fet ok lagði niðr síðan. Segja menn, at Ormr muni varla samr orðit hafa síðan ok áðr. |  |

## Litterära förebilder
Orms þáttr Stórólfssonar har troligen tillkommit i Orms egen hemtrakt på södra Island och har en mängd litterära förebilder; främst bland dem Grettes saga och Örvar-Odds saga. Både Grette den starke och Örvar-Odd tillhörde Orm Storolfssons ätt, vilket enligt Finnur Jónsson kan förklara de litterära lånen. Framför allt är det Örvar-Odds saga som har brandskattats. Hela handlingen i kapitlen 5–9, om fosterbröderna Orm och Åsbjörn, har sin direkta motsvarighet i denna saga där det också förekommer en völva som spår den ene fosterbroderns död samt ett monster vars mor är ett kattliknande finngálkn. Ett liknande monsterpar finns visserligen också i Beowulfkvädet, men här är likheterna så allmängiltiga att man inte måste förutsätta ett samband.
Åsbjörn den fine (prúði) anses vara en fiktiv gestalt, varför hans dödskväde nog skrevs samtidigt med sagan. Detta kväde sågs i äldre tid som exempel på den vikingatida hjältens oberördhet inför ett obevekligt öde, men är knappast mer allvarligt menat än sagans övriga innehåll.
Fornnordiska dödskväden är en bisarr litterär genre: En under ohyggliga plågor döende hjälte fördriver tiden fram till dödsögonblicket med att i bunden form nostalgiskt besjunga sina forna hjältedater. Genren är direkt knuten till Hrafnistaätten, vars patriark, Ulf den oarge, enligt Skáldatal var den som först skapade ett kväde av detta slag. Åsbjörns dödssång är ett potpurri på kända dödskväden. Såväl Hjalmars som Odds dödssånger i Örvar-Odds saga har utnyttjats, men framför allt är det Ragnar lodbroks dödskväde Krákumál som har varit förebilden.

## Orm Storolfsson
Orm Storolfsson är en historisk person som omtalas i åtskilliga genealogier. Hans farfars morfars farfar var Hrafnistaättens stamfader Ulf den oarge, och Orm härstammade från Hallbjörn halvtrolls ättegren. Att han hade troll i stamtavlan, förklarar varför han var så stark och storväxt. Flera Hrafnistaättlingar var också hamnskiftare (som Kvällulv) och trollkunninga (som Egil Skallagrimsson). Om Orms fader berättas: ”Storolf var den starkaste bland män, och det sades av alla att han kunde skifta hamn. Han var klok och mångvis och därför kallad trollkunnig.”
Men redan i unga år överglänste Orm sin far i styrka, och det uppstod tidigt sägner om hans märkliga kraftprov. Liknande sägner har dock även berättats om andra starka män, till exempel Grette Asmundsson (också han en Hrafnistaättling), och ibland är det samma sägner som berättas om dem alla. Det enda av Orms kraftprov som har oberoende stöd är uppgiften i Orms þáttr att Erik jarl någon gång under 1000-talets första decennium i ett krigsspel låtit återuppföra ”slaget vid Svolder”. Orm Storolfsson fick då ensam sköta försvaret av Ormen långe mot ett stort antal angripare, och det gjorde han så framgångsrikt att angreppet måste avbrytas. Erik jarl erkände då att slaget nog kunde ha tagit en annan vändning om Orm Storolfsson hade försvarat skeppet. Denna händelse omtalas även i Íslendingadrápa (strof 15), som är en oberoende källa.
Det var ett eller ett par år efter denna händelse som Orm Storolfsson lyfte Ormen långes mast. Denna bragd – den sista som omtalas i Orms þáttr –  fick förnyad aktualitet den 31 januari 2015, när den starke mannen Hafþór Júlíus Björnsson via sin pressagent lät meddela att han hade slagit Orm Storolfssons gamla rekord. Hafþór hade nämligen lyckats ta fem steg med en tio meter lång och 650 kg tung stock på axlarna medan Orm Storolfsson bara tog tre steg. Dessutom knäckte Orm ryggen, påpekade PR-agenten, men så står det inte i Orms þáttr. Där står bara att ”folk säger” att Orm efter detta inte var lika stark som tidigare. Kanske hade han ”förlyft sig”– eller var det bara åldern som tog ut sin rätt? Orm Storolfsson föddes troligen mot slutet av 920-talet. I varje fall kan han inte, enligt Anthony Faulkes, ha fötts mycket senare än 930. Mastlyftarbragden bör ha skett omkring år 1005. Orm Storolfsson var i 70-årsåldern; kanske hade han redan hunnit fylla 80 när han lyfte Ormen långes mast. Han stannade sedan som uppskattad gäst hos Erik jarl i ytterligare några år, varefter han återvände till Island för att överta driften av gården Stórólfshvóll. Hans dödsår är inte känt.